# Diocesi di Nnewi

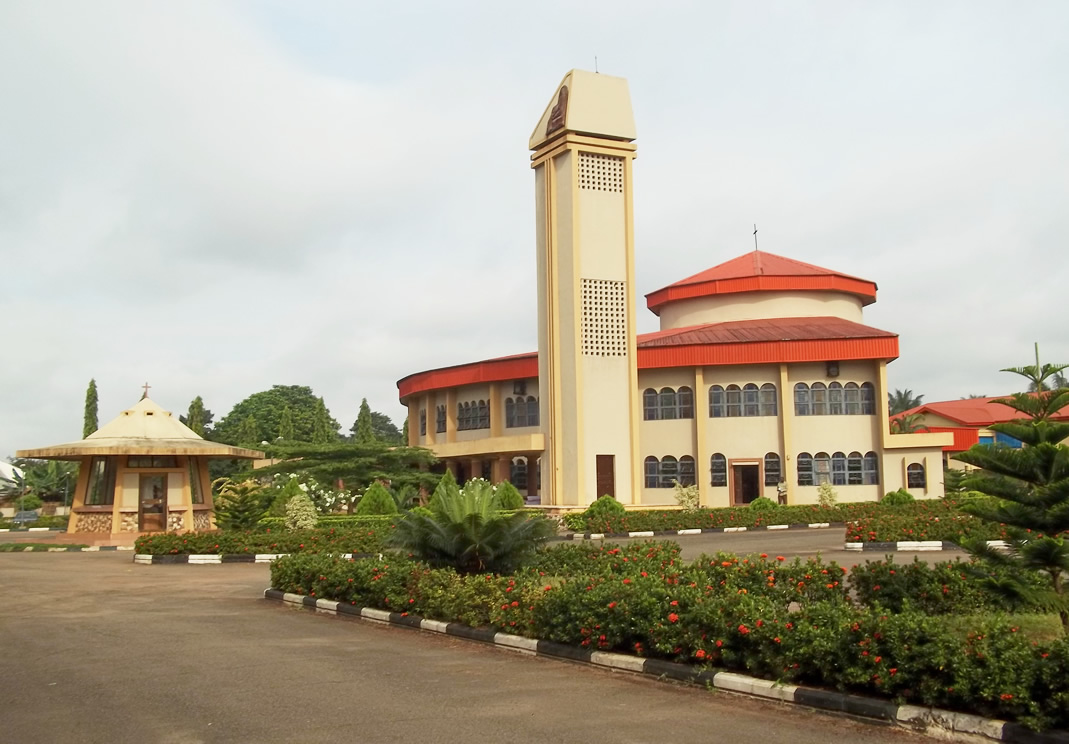
La chiesa di San Cleto a Nnewi.₥

La diocesi di Nnewi (in latino Dioecesis Nneviensis) è una sede della Chiesa cattolica in Nigeria suffraganea dell'arcidiocesi di Onitsha. Nel 2023 contava 554.021 battezzati su 1.080.350 abitanti. È retta dal vescovo Jonas Benson Okoye.

## Territorio
La diocesi è situata nella parte meridionale dello stato nigeriano di Anambra, e comprende le seguenti aree di governo locale: Nnewi North, Nnewi South, Ekwusigo e Ihiala (eccetto la regione di Uli).
Sede vescovile è la città di Nnewi, dove si trova la cattedrale dell'Assunzione di Maria Vergine.
Il territorio è suddiviso in 121 parrocchie.

## Storia
La diocesi è stata eretta il 9 novembre 2001 con la bolla Ministerium apostolicum di papa Giovanni Paolo II, ricavandone il territorio dall'arcidiocesi di Onitsha.
Il 6 agosto 2017 un attacco terroristico alla chiesa di San Filippo di Ozubulu ha provocato una decina di morti e numerosi feriti.

## Cronotassi dei vescovi
Si omettono i periodi di sede vacante non superiori ai 2 anni o non storicamente accertati.
- Hilary Paul Odili Okeke (9 novembre 2001 - 9 novembre 2021 dimesso)
- Jonas Benson Okoye, dal 9 novembre 2021

## Statistiche
La diocesi nel 2023 su una popolazione di 1.080.350 persone contava 554.021 battezzati, corrispondenti al 51,3% del totale.
| anno | popolazione | popolazione | popolazione | presbiteri | presbiteri | presbiteri | presbiteri                | diaconi | religiosi | religiosi | parrocchie |
| anno | battezzati  | totale      | %           | numero     | secolari   | regolari   | battezzati per presbitero | diaconi | uomini    | donne     | parrocchie |
| ---- | ----------- | ----------- | ----------- | ---------- | ---------- | ---------- | ------------------------- | ------- | --------- | --------- | ---------- |
| 2001 | 312.360     | 614.822     | 50,8        | 77         | 64         | 13         | 4.056                     |         | 13        |           | 46         |
| 2002 | 438.905     | 658.358     | 66,7        | 177        | 158        | 19         | 2.479                     |         | 39        | 104       | 47         |
| 2003 | 447.075     | 674.816     | 66,3        | 152        | 134        | 18         | 2.941                     |         | 37        | 101       | 47         |
| 2004 | 458.302     | 687.453     | 66,7        | 162        | 144        | 18         | 2.829                     |         | 38        | 105       | 51         |
| 2013 | 536.505     | 818.578     | 65,5        | 205        | 169        | 36         | 2.617                     |         | 251       | 183       | 92         |
| 2016 | 560.398     | 880.675     | 63,6        | 228        | 188        | 40         | 2.457                     |         | 334       | 146       | 99         |
| 2019 | 576.280     | 964.230     | 59,8        | 261        | 228        | 33         | 2.207                     |         | 405       | 182       | 102        |
| 2021 | 575.500     | 1.021.000   | 56,4        | 293        | 265        | 28         | 1.964                     |         | 354       | 146       | 115        |
| 2023 | 554.021     | 1.080.350   | 51,3        | 299        | 273        | 26         | 1.852                     |         | 347       | 6         | 121        |